# Felix Platte
Felix Platte (Höxter, Nordrhein-Westfalen, 11 de febrero de 1996) es un futbolista alemán que juega de delantero y su club es el S. C. Paderborn 07 de la 2. Bundesliga.

## Trayectoria

### Schalke 04
Platte debutó entrando desde el banco en el minuto 79 por Kevin-Prince Boateng el 14 de febrero de 2015, 3 días después de cumplir 19 años, en el partido que Eintracht Frankfurt le ganó 1 a 0 a Schalke 04. 4 días después hizo su debut en la Liga de Campeones, enfrentando al campeón defensor, el Real Madrid, entró en el minuto 33 del primer tiempo por el lesionado Klaas-Jan Huntelaar.

## Clubes
| Club                          | País     | Año       |
| ----------------------------- | -------- | --------- |
| F. C. Schalke 04              | Alemania | 2015-2017 |
| S. V. Darmstadt 98 (préstamo) | Alemania | 2016-2017 |
| S. V. Darmstadt 98            | Alemania | 2017-2021 |
| S. C. Paderborn 07            | Alemania | 2021-     |